# گمینا زبلوو
گمینا زبلوو (به لهستانی:  Gmina Zblewo) یک گمینا در لهستان است که در شهرستان استاروگارد واقع شده‌است. گمینا زبلوو ۱۳۷٫۹۶ کیلومتر مربع مساحت و ۱۰٬۷۶۷ نفر جمعیت دارد.